# Sicciole
Sicciole (in sloveno Sečovlje) è un insediamento nella municipalità di Pirano nella regione statistica del Litorale-Carso in Slovenia.
La chiesa del paese è dedicata a san Martino.
Il paese si trova al confine con la Croazia, in particolare con il comune croato di Buie.